# Siopat Bahal
Siopat Bahal is een bestuurslaag in het regentschap Tapanuli Utara van de provincie Noord-Sumatra, Indonesië. Siopat Bahal telt 536 inwoners (volkstelling 2010).